# Wilhelm Jansen (Landwirt)
Wilhelm „Willie“ Jansen (* 14. April 1866 in Monschau; † 8. Februar 1943 in Hausen, Hessen) war ein deutscher Vereinsfunktionär der Jugendbewegung, Landwirt und Rittergutsbesitzer.

## Leben
Sein Vater war Offizier und Rittergutsbesitzer und seine Mutter entstammte der Familie Dumont.
Jansen studierte Landwirtschaft in Bonn und nach einer landwirtschaftlichen Lehre in Italien bewirtschaftete er den Gutsbetrieb Friemen bei Waldkappel. 
Jansen engagierte sich in der Jugendbewegung, in der er 1906 Nachfolger von Karl Fischer im Vorstand der Organisation Alt-Wandervogel (AWV) wurde. Sein Rittergut erweiterte er zur zentralen Begegnungsstätte des Vereins, wo er ein Luft- und Sonnenbad sowie ein Photolabor errichtete.
Im März 1908 wurde Jansen vom Offizier und Homosexuellen-Aktivisten Günther von der Schulenburg in der Posener Zeitung als Päderast bezeichnet. Infolge dieses Skandales musste Jansen seinen Rücktritt von allen Ehrenämtern erklären. Sein Nachfolger beim Alt-Wandervogel wurde Ernst Kolbe.
Ende November 1910 löste sich unter der Leitung von Jansen und dem Sportler Willie Jahn die Hamburger Gruppe der Alt-Wandervogel (AWV) auf und gründete den Jung-Wandervogel (JWV). Er entstand aus einer Diskussion über den Einfluss der Älteren und das Eindringen dieser in die „Wandervogelwelt“. Mit der Devise „Weg mit den Oberlehrern!“ löste man sich vom „unjugendlichen“ AWV, der von Lehrern dominiert zu sein schien. Der JWV besaß wie der DB eine föderale Struktur. Ortsgruppen konnten „sich nicht direkt dem Bunde anschließen“, sondern mussten einem Kreis angehören. Weiterhin versuchte der JWV erfolgreich, die Ortsgruppen unter 40 „Eingetragenen“ zu halten. So hatte der JWV 3.700 Schüler in 112 Ortsgruppen organisiert, was einer Ortsgruppengröße von durchschnittlich 33 Schülern entsprach.
In Berlin und in Frankfurt am Main besaß Jansen Stadtwohnungen, in denen er die Wintermonate verbrachte. In Berlin unterhielt er Kontakte zur Organisation WhK von Magnus Hirschfeld.
In den Jahrzehnten nach dem Ersten Weltkrieg engagierte sich Jansen in der Jung-Wandervogelorganisation und errichtete aus eigenen finanziellen Mitteln Freiluft- und FKK-Anlagen wie beispielsweise das Sportbad beim Eichkamp in Berlin-Grunewald oder die Palästra in Berlin-Charlottenburg.